# キャットフラメンコダンサーズ
キャットフラメンコダンサーズは、日本のJ-POPロカビリーバンド。
「歌って踊れる That's ザ・エンターテイメント」を掲げ、ロカビリーをポップ調にアレンジ。コアと見られがちなロカビリーを、本来のダンスミュージックという原点に立ち返り、誰にでも分かるような形で表現している。
曲だけでなく、ステージパフォーマンスも"ダンサーズ"の名のとおり、メンバー全員が踊り狂う。さらに曲にあった振り付けで見ている人も"ダンサーズ"にしてしまう。「人を楽しませる」ということを追求したメンバーたちによる「音楽のテーマパーク」がそこに繰り広げられる。
名古屋市伏見にあるライブハウス「HeartLandStudio」を中心に全国で活動していた。

## メンバー
- 三尾ケイジ(ボーカル)
- WATA(ギター)
- けんたろう(コントラバス)
- 翠(ドラム)

## 略歴
- 1997年 - 大学のサークル内でストレイ・キャッツのコピーバンドとして結成。
- 1997年 - 愛知県刈谷市にあるライブバー「サンダンス」のマスターに呼び止められ、学外での活動が始まる。
- 2000年 - オリジナルの制作を始める。
- 2003年 - NHK「サマーソングバトル」にて代表曲「猫の詩」でグランプリを受賞。
- 2004年10月〜2005年3月オンエアバトルのオープニング曲として「猫の詩」が使用される。
- 2004年6月13日の放送において「明日へ」で熱唱オンエアバトル史上最高得点の513キロバトルを達成。
- 2005年3月14日に自身のワンマンライブをもって解散。

## ディスコグラフィー

### シングル
- ネコノウタ
- GARO
- キャフラダ民謡ダンサー節
- 猫の詩
- 夏男（ライブ会場限定発売）

### アルバム
- きゃふらだ
- ゴールデン★キャッツ

### オムニバス
- 聴視激エンターテイメント
- NHKサマーソングバトルのCD 季節の唄
- 君に幸あれ/猫の詩
- ゴトーチバンドアーカイブ　マガリナリニモ（ゴトーチサウンドスウェルレーベル）　CD：キャフラダ民謡ダンサー節　音楽配信：フリフリ

### 映像作品（VHS）
- 産直カーニバル！！（ライブ会場限定発売）

## 熱唱オンエアバトルの結果
| オンエア？                | 回                        | 重量（KB） | 順位   | 曲名                     |
| ------------------------- | ------------------------- | ---------- | ------ | ------------------------ |
| サマーソングバトル 2日目  | サマーソングバトル 2日目  | 425KB      | 2/10位 | 猫の詩                   |
| サマーソングバトル 決勝   | サマーソングバトル 決勝   | 874KB      | 1/9位  | 猫の詩                   |
| オンエア                  | 5                         | 513KB      | 1/10位 | 明日へ                   |
| オンエア                  | 9                         | 393KB      | 3/10位 | キャフラダ民謡ダンサー節 |
| オンエア                  | 17                        | 453KB      | 3/10位 | GARO                     |
| 第1回チャンピオン大会予選 | 第1回チャンピオン大会予選 | 598KB      | 8/10位 | 夏男                     |